# Metastaze (2009.)
Metastaze, hrvatski je film, kriminalistička drama/komedija redatelja Branka Schmidta.

## Radnja
Literarni predložak Ive Balenovića objavljen 2006. (pod pseudonimom Alen Bović) prvo je doživio scensko uprizorenje u kazalištu Kerempuh 2007. godine u režiji Borisa Svrtana, no Schmidt je uočio kvalitetu predloška i prikazao ga na filmskom platnu. Nakon dugo vremena ovo je prvi pravi zagrebački film u žargonu, koji se odvija u narkomanskom miljeu. "Metastaze" prate odnose četvorice kvartovskih prijatelja, koji se nikako ne uspijevaju uklopiti u društvo. Filip je liječeni narkoman koji se nakon rehabilitacije vraća u staro društvo; sin jugoslavenskog oficira – Dejo – u sukobu je s pozajmljivačima novca, Krpa je nasilnik opsjednut nogometom, a Kizo alkoholičar.
Valja naglasiti izrazito vulgaran rječnik likova u filmu te dosta nasilja, pa nije primjeren za mlađu populaciju (niti za onu stariju kojoj to smeta), ali Krpa ne bi bio uvjerljiv da ne psuje.

## Glavni likovi
- Rene Bitorajac – Krpa je nasilnik. Nogometom su opsjednuta sva četiri prijatelja (tri riječi koje se najčešće čuju u filmu su: kurac, pička i Dinamo), ali Krpa ima višak testosterona i manjak tolerancije i strpljivosti, tj. on ne zna što uopće znače te riječi. Curu s kojom živi (glumi je Jadranka Đokić) mlati uvijek, ili što previše priča (mala želi ići na koncert grupe Magazin), ili što šuti, ne da mu jesti kad je gladan, spominje policiju, ukratko, ona mu je vreća/krpa za iskaljivanje.

- Franjo Dijak – Filip je liječeni narkoman (upravo se vratio iz Španjolske s liječenja), roditelji (Ivo Gregurević u ulozi krutog oca i Ljiljana Bogojević kao dobra mama) ga pritišću da nađe posao (da se ne vrati staroj navici), ali posao ga neće, pa je jedini izlaz smrt ili bijeg. Od četvorice prijatelja on jedini ima 2 godine fakulteta, pa je uvjetno jedini fini dečko od četvorice prijatelja.

- Robert Ugrina – Kizo doručkuje rakiju, ruča pivo, večera mješavinu prethodno navedenog s malim (ili duplim premo potrebi) konjačićem. Koliko je zapravo nesretan pokazuje njegov odnos s mačićima kad mu ekipa ode na utakmicu ne čekajući ga.

- Rakan Rushaidat – Dejo je Srbin i ispašta to u filmu iako ga prijatelji vole – kad se pijani po noći deru na ulici na susjede, kad mu pobjegne psovka prema Hrvatima, za kaznu mora poljubiti Oltar domovine. Dok je Kizo na cugi, Dejo je na igli, i u pljački na kraju filma odličan je sljedeći dijalog: Dejo jebem ti mater narkomansku!; Kaj je bilo buraz? – pogled na policajce 3 metra dalje – A u pičku Sava, Krpa, Sava, Sava.; Jebem ti mater u pičku.

## Glazba
Popis pjesama koje se čuju u filmu (Thompson i Mostar Sevdah Reunion Band nisu na soundtrack CD-u)
- Majke – "Krvarim od dosade"
- Andrej Jakuš – "Sophistique"
- Majke – "Putujem"
- Kawasaki 3P – "Mupov Ska"
- Markovski – "Home"
- Boa – "Sve što imamo"
- Thompson – "Prijatelji"
- Majke – "Vrijeme je da se krene"
- Mostar Sevdah Reunion Band – "Zapjevala šojka ptica"
- Majke – "Budi ponosan"
- Kawasaki 3P – "Snifa san glu"
- Goribor – "Sjajne niti"
- Majke – "Iz sve snage"

## Ocjena kritičara
- Goran Šikić: Film je književnom predlošku dodao novu dimenziju, kadrirajući te besciljne i zacijelo unaprijed izgubljene egzistencije u prepoznatljivim skučenim interijerima i betonskim eksterijerima Novog Zagreba. Upravo odabir lokacija dao je vizualnu autentičnost filmskoj adaptaciji 'Metastaza', što ga izdvaja od većine suvremenih hrvatskih filmova "urbane" provenijencije u kojima likovi sjede u vilama na pantovčacima i okolnim otmjenim brdima zagrebačkog centra i govore jezikom Akademije dramskih umjetnosti. Ovdje likovi govore jezikom Utrina i Zapruđa, ovdje se psuje kao što se psuje i u životu, ali se i pati kao i u životu. I sluša se Bare, čovjek kojeg gotovo svakoga dana možete vidjeti kako lebdi među tim kvartovima poput duha koji hoda, savršeni soundtrack metastaza naše svakodnevice.[6]

## Nagrade
- Velika Zlatna arena za film 2009.[7]
- Zlatna arena za najbolju glavnu mušku ulogu – Rene Bitorajac
- Zlatna arena za masku – Jasna Rosini

## Ostalo
- Godine 2016. snimljen je film ZG80 koji radnjom prethodi filmu Metastazama.